# 農薬管理指導士
農薬管理指導士（のうやくかんりしどうし）とは、『農薬管理指導士養成研修』を受けて認定試験に合格し都道府県知事から認定された者。有効期間は多くの都道府県で3年間。更新を要する都道府県では更新研修の受講が必要とされる。

## 概要
農業従事者、農薬販売業者、防除業者、ゴルフ場業者などにおける指導的な立場にある者が、農薬の適正な使用を助言あるいは指導を行うことを目的としている。
毒物劇物取扱責任者の資格を有する者のみに資格を認定する都道府県もあるが、農薬の使用について近隣住民や消費者の目も厳しくなっている昨今、毒物劇物取扱責任者に限ることなく、農薬を取り扱う幅広い者に対して、資格の取得が求められていることもあり、農薬管理指導士の名称を「農薬適正使用アドバイザー」と変更した自治体もある。
また、毒物劇物取扱責任者の資格を有する者に対して「農薬指導マスター」を、資格を有さないものに対して「農薬適正使用アドバイザー」を認定するなど都道府県もある。

## 受験資格
各都道府県によって詳細が異なるが、概ね以下の条件が必要である。
- 満20歳以上の者
- 資格を認定する都道府県に在住または在勤の者
- 農薬を使用する事業所（農家、農業協同組合、農薬販売業、造園業、ゴルフ場など）に勤務し2年以上の実務経験を有する者。（※この条件を設定しない都道府県もあり確認が必要。家庭菜園を行なう者も農薬取締法の適用拡大により実務経験とみなされる場合もある）

## 養成研修および更新研修
この資格を取得するには、多くの都道府県で養成研修あるいは更新研修を受ける必要がある。主に講義される内容は以下の内容である。
- 農薬取締法
- 毒物及び劇物取締法
- 農薬
- 植物防疫
- 総合的病害虫管理
- 残留農薬等に関するポジティブリスト制度

研修後、認定試験に合格すれば「農薬管理指導士」あるいは準じた名称の者として認定される。

## みなし資格
以下の資格を有するものは講習のみの受講で資格を認定される都道府県が多いが、資格によってはみなされない都道府県もあるので確認が必要である。
- 他都道府県の農薬管理指導士等の資格
- 防除指導員
- 農薬安全コンサルタント
- 緑の安全管理士